# Aeolis Planum
Aeolis Planum est une étendue plane élevée (planum) traversée par l'équateur de la planète Mars.Située dans le système de coordonnées planétocentriques à 4,4° de latitude nord et 149,98° de longitude est, elle mesure 852,81 km de diamètre. Le nom a été approuvé par l'Union astronomique internationale en 2006 et fait référence à l'une des caractéristiques de l'albédo de Mars.